# Teratoppia pectinata
Teratoppia pectinata är en kvalsterart som beskrevs av Balogh 1961. Teratoppia pectinata ingår i släktet Teratoppia och familjen Teratoppiidae. Inga underarter finns listade i Catalogue of Life.